# Chenoise-Cucharmoy
Chenoise-Cucharmoy is een fusiegemeente (commune nouvelle) in het Franse departement Seine-et-Marne (regio Île-de-France). De plaats maakt deel uit van het arrondissement Provins. Chenoise-Cucharmoy is op 1 januari 2019 ontstaan door de fusie van de gemeenten Chenoise en Cucharmoy. 

## Demografie
Onderstaande figuur toont het verloop van het inwonertal (bron: INSEE-tellingen).
Chenoise-Cucharmoy telde in 2017 1623 inwoners.